# Клин Віктор Львович
Клин Віктор Львович (5 листопада 1936 — 13 березня 2006) — український музикознавець і композитор, заслужений діяч мистецтв УРСР (1990).
Народився в Дніпропетровську. У 1960 році закінчив Саратовську консерваторію як піаніст, в 1962—1964 стажувався в київській консерваторії. У 1960—1962 викладач і соліст філармонії у Сочі. У 1964—1965 завідував музичною частиною Київського хореографічного училища.
У 1965—1966 викладач кафедри музики Київського педагогічного інституту. З 1966 молодший, з 1973 — старший науковий співробітник відділення музикознавства Інституту мистецтвознавства, фольклору та етнографії АН УРСР. У 1979—2002 викладав в Київському університеті культури (з 1983 — професор). З 2003 — завідувач кафедри музики Університету Григорія Сковороди в Переяславі.
Автор ряду музикознавчих праць, присвячених українській радянській музиці, а також ряду музичних творів, серед яких помітне місце займає українська народна, а також комуністична тематика.

## Музикознавчі праці
- Л. Ревуцький — композитор-піаніст — К., 1972
- Українська радянська фортепіанна музика / В. Л. Клин. — К. : Наук. думка, 1980. — 314 с.
- Збірник статей «Про музику» — К.,1985

## Музичні твори
- Симфонія (1960);

камерні твори
- Скерцо для флейти та фортепіано (1974);
- Колискова для гобоя та фортепіано (1974);
- Протяжна мелодія для кларнета і фортепіано (1973);
- Коломийка для кларнета і фортепіано (1973);
- Зозуля для кларнета і фортепіано (1974);
- Героїчна балада для кларнета і фортепіано (1974);
- Довбуш для тромбона і фортепіано (1974);

для фортепіано
- Сумний танець, Стилізований танець, Забутий наспів (1954—1973),
- Естампи (1958—1961),
- 5 сонат: I (1962—1986),
- Наші друзі (Музичний зоопарк, 1967).
- Сонатина (1970),
- фантазія Бокараші (1971),
- 12 варіацій з 4 нот (1971),
- 3 музичні шкатулки (1971),
- Дума (1972),
- Романтичний вальс (1973),
- Присвята Шуберту (1973),
- п'єси (1974),
- 4 віртуозні п'єси на основі репетиційної техніки (1974),
- Варіації (1974),
- Автограф (1974);
- 20 гравюр (1985)
- Українські фольклорні писанки (1993—1996)

для голосу з фортепіано
- Байка Комар-пастух (сл. І. Кротова, 1968),
- дует Пісня флорентійська (сл. Лесі Українки, 1969),
- Ой п'яна я, п'яна (сл. Лесі Українки, 1969),
- Залишимося чи живі … (сл. Е. Винокурова, 1973);

Пісні в тому числі
- «До комунізму» (сл. В. Зоріна. 1961),
- Хай серце відповість (сл. Г. Ходосова, 1961),
- Зірочки (сл. О. Ситника, 1969);

дитячі пісні, в тому числі
- Пісня про Леніна (сл. М. Познанської),
- Жовтень (сл. М. Познанської),
- Сурмач (сл. М. Андронова),
- Вереснева (сл. С. Баруздін).